# Villa Dopfer

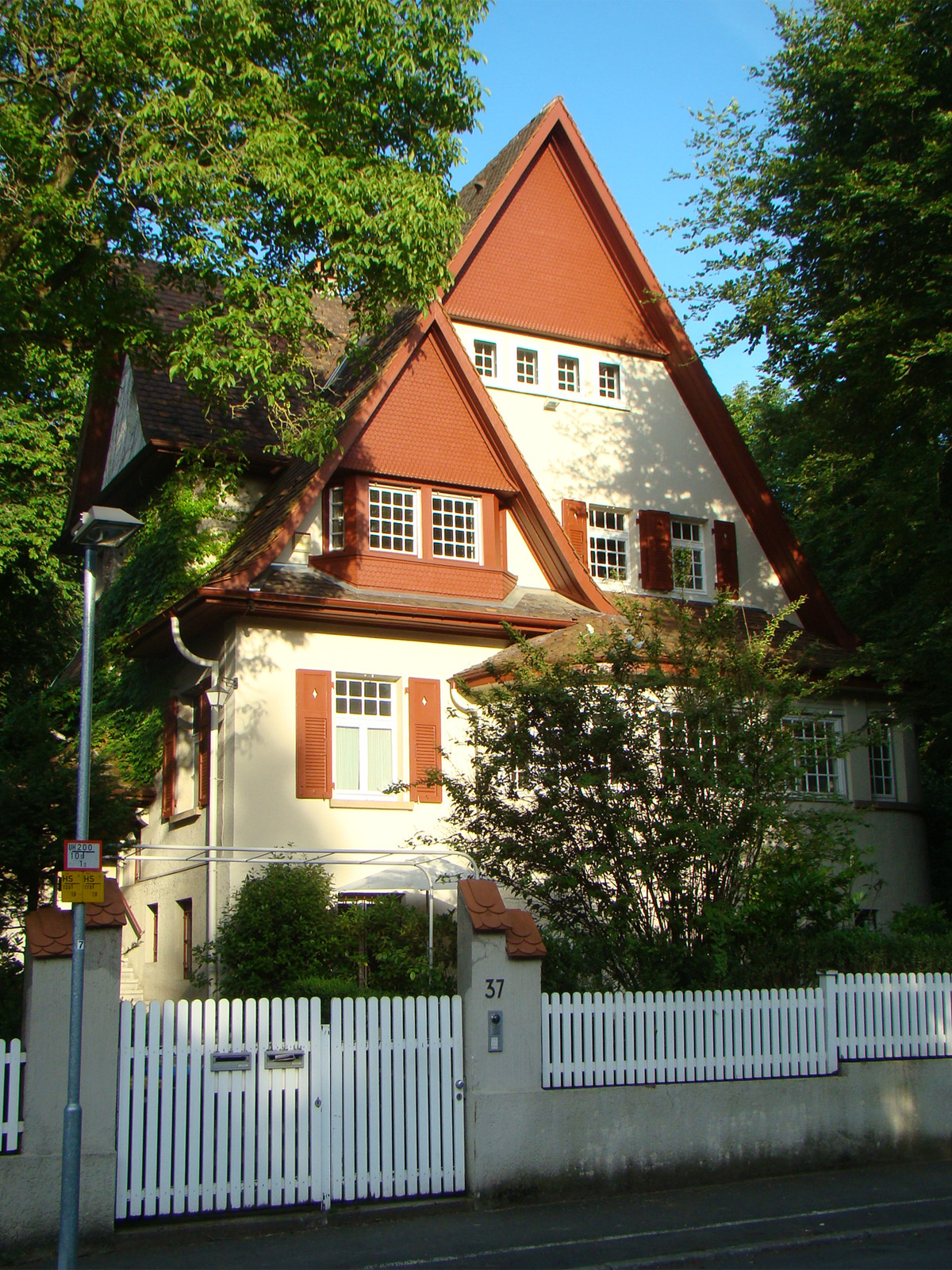
Villa Dopfer in Heilbronn (2015)

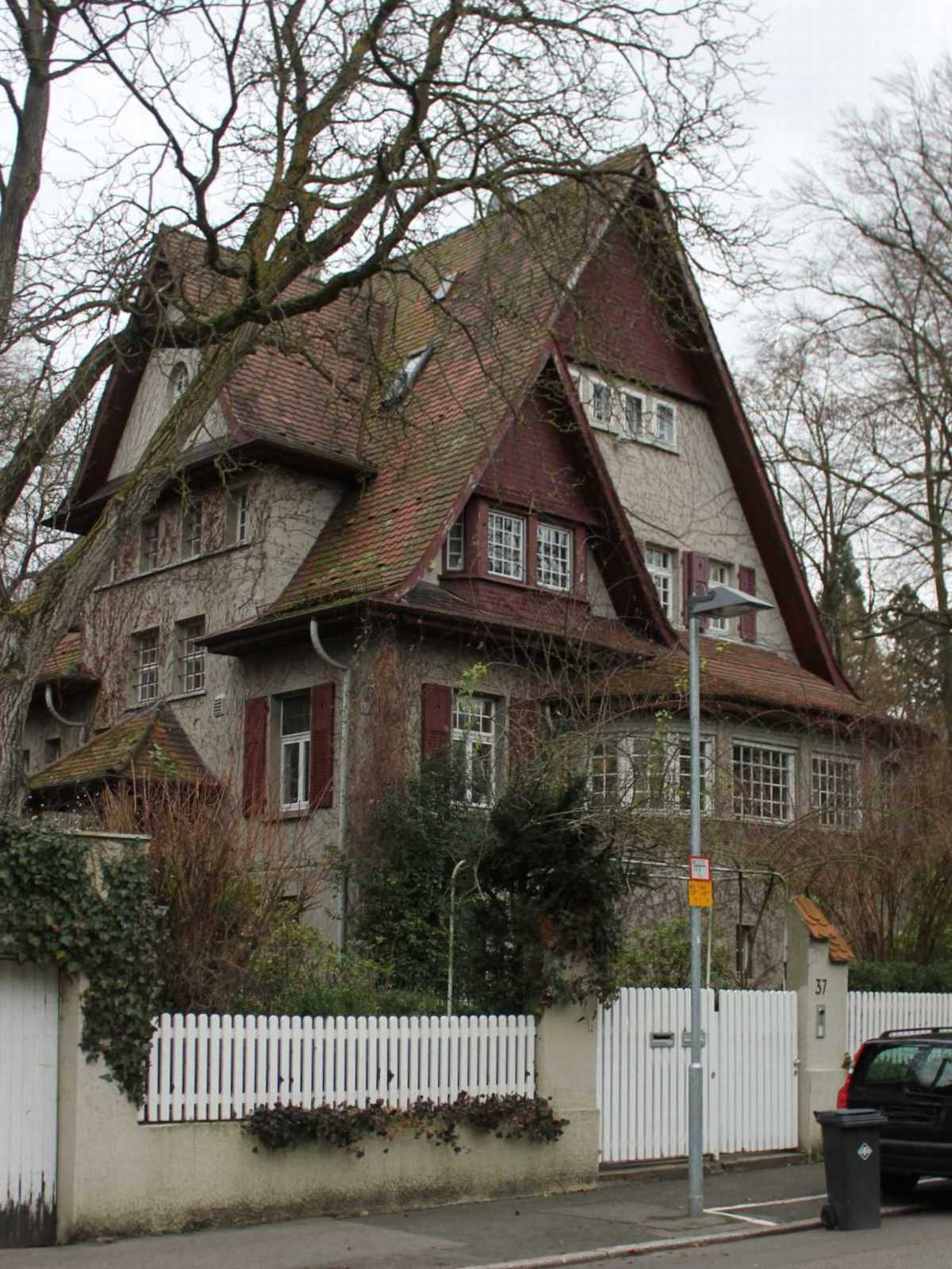
Foto von 2012

Die Villa Dopfer ist eine Villa an der Gutenbergstraße 37 in Heilbronn. Das historische Gebäude steht unter Denkmalschutz.

## Geschichte
Das Gebäude wurde 1909 von Theodor Moosbrugger für den Chemiker Otto Dopfer, der seit 1906 beim Nahrungsmittelunternehmen Knorr tätig war, errichtet. Bis 1923 wurde es einige Jahre von Carl Emanuel Knorr bewohnt. Bis etwa 1936 gehörte es Paul Löffler, dem Direktor der Konservenfabrik Löwenwerke AG. 1950 gehörte die Villa dem Fabrikdirektor Heinrich Gebauer, der damals noch in der Louis-Hentges-Straße wohnte. Die Villa war vermietet an den Hautarzt Willi Hertner. 1961 wohnte Gebauer selbst in der Villa, außerdem war dort noch die Malerin Charlotte Usadel gemeldet. Heute befindet sich die Villa weiterhin in Privatbesitz und wird als Wohnhaus genutzt.

## Beschreibung
An das Gebäude wurde asymmetrisch ein Standerker mit steilen Giebeln angebracht. Der Standerker selbst ist teilweise verschindelt und polygonal. Die Fenster zeigen dichte Sprossen und werden seitlich von  Klappläden flankiert.

## Kunstgeschichtliche Bedeutung
Die englische Landhausarchitektur wurde bereits 1905 von Hugo Eberhardt in Heilbronn mit der Villa Pielenz eingeführt. Die Villa Dopfer folgt dem englischen Landhausstil und brach damit mit dem Historismus. Daher wurde das Gebäude zum Kulturdenkmal erhoben. So meint Julius Fekete:

„[…] Fortschrittlich die Architektur des Gebäudes, die das durch Hermann Muthesius propagierte englische Vorbild aufgriff. Ihre Kennzeichen sind der radikale Bruch mit dem Historismus und die Anlehnung an die englische Landhausarchitektur.“

Joachim Hennze, Architektur- und Kunsthistoriker und Leiter der unteren Denkmalbehörde Heilbronn beschreibt den Heimatstil der Villa:

„Hier in der Gutenbergstraße 37 spürt man deutlich die Verbindung, die der Heimatstil mit der englischen Landhausarchitektur eingeht: Asymmetrisch in der Ansicht, weist das Haus eine phantasievolle Kombination aus Giebeln und Dächern. Enge Sprossen und Klappläden charakterisieren die tiefeingeschnittenen Fenster. Seine Außenhaut kombiniert Putzflächen mit Schindeln und wird wirkungsvoll von der gestaffelten Dachlandschaft gekrönt. Neben der Villa Pielenz des Furtwanger Architekten Hugo Eberhard von 1905 ist die Villa Dopfer das einzige Gebäude Heilbronns aus dieser Stilphase, das sich erhalten hat.“